# Cloche de Pyongyang

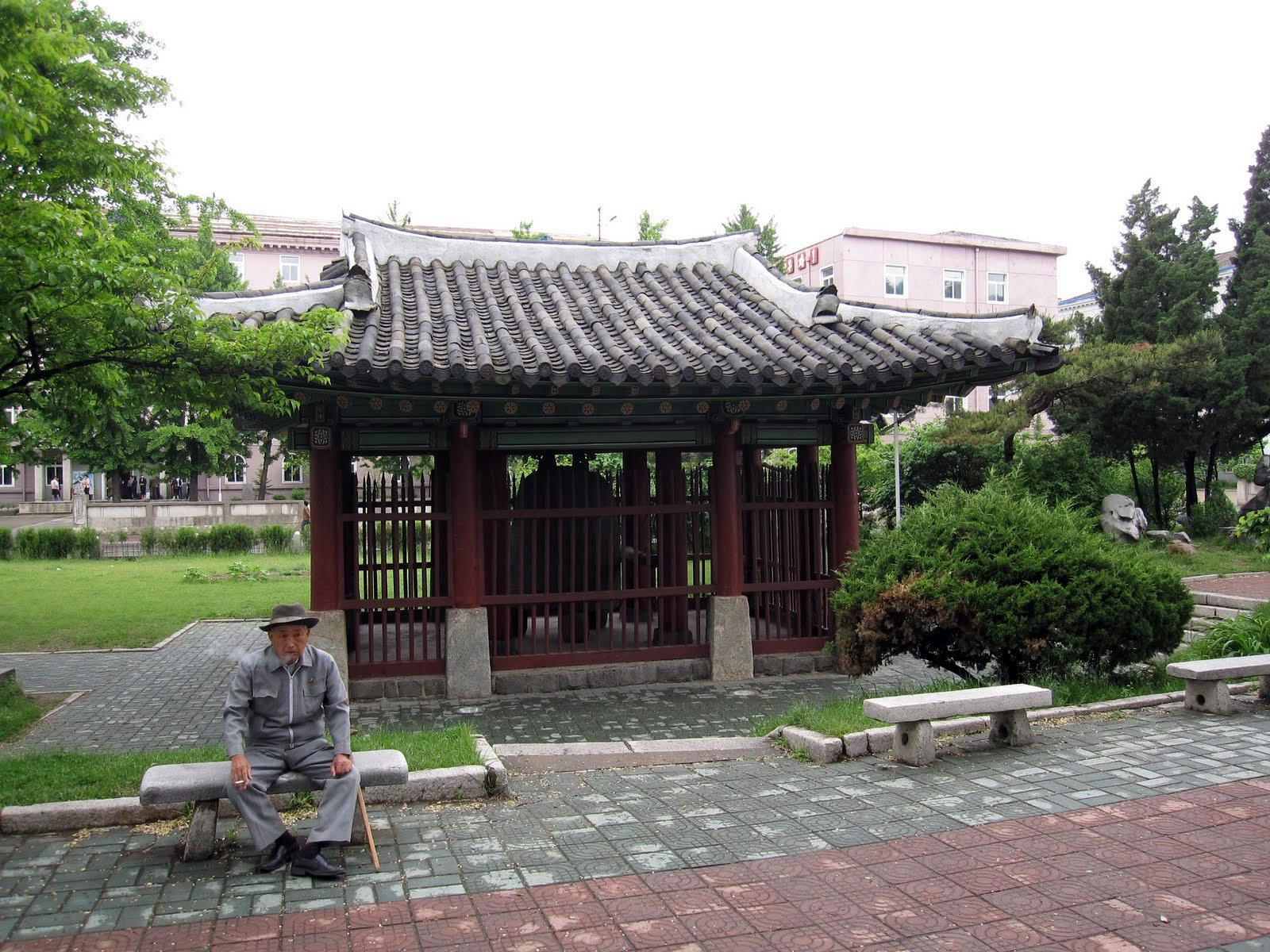

La cloche de Pyongyang est l'un des trésors nationaux de la Corée du Nord.
La cloche actuelle a été coulée en 1726 au cours de la dynastie des Ri pour remplacer une cloche antérieure qui a été détruite par le feu en 1714. La cloche a sonné pour annoncer des invasions, des catastrophes naturelles, le jour de l'An et d'autres événements majeurs.
La cloche a 3,1 m de hauteur avec un diamètre à l'embouchure de 1,6 m. Elle pèse environ 13 000 kg. La cloche est composée principalement de bronze, mais contient 35 métaux différents. Elle se trouve près du fleuve entre la porte du Taedong et le pavillon Ryongwang.